# Il birraio di Preston

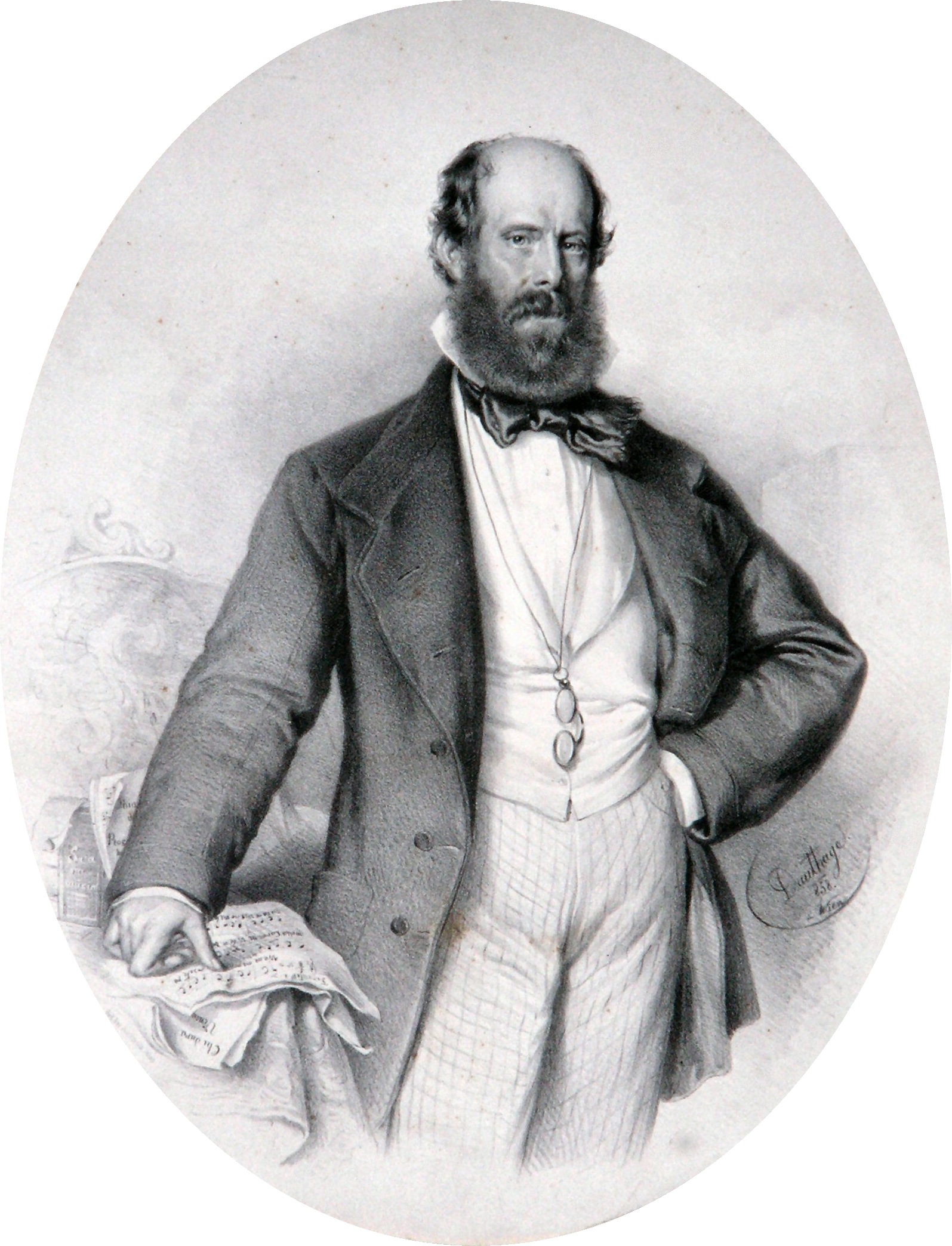
Luigi Ricci, litografia d'Adolf Dauthage

Il birraio di Preston, títol escrit a la seva època com a Il birrajo di Preston (el cerveser de Preston), és una òpera melodramma giocoso en tres actes amb música de Luigi Ricci sobre un llibret de Francesco Guidi. Va ser estrenada a Florència al Teatro della Pergola el 4 de febrer de 1847.

## Història
Il birraio és l'adaptació i la re-composició per a l'escena italiana, per part de Luigi Ricci, d'una òpera còmica francesa titulada El brasseur de Preston d'Adolphe Adam, sobre un llibret de Léon-Lévy Brunswick i Adolphe de Leuven, estrenada l'any 1838 a l'Opéra-Comique de París. Com en el cas de l'òpera Macbeth de Giuseppe Verdi, estrenada algunes setmanes abans al mateix Teatro della Pergola, l'òpera Il birraio va ser un encàrrec de l'empresari Alessandro Lanari, un fervent admirador del moviment d'independència italià.
El llibret italià segueix la intriga de l'original de molt a prop, però amb les necessàries modificacions formals, per tal d'adaptar-ta al marc típic de l'òpera buffa italiana contemporània, amb recitatius en comptes dels diàlegs francesos. El paper protagonista està escrit per un baix en comptes de pel primer tenor, com a l'òpera francesa. A més, algunes de les parts centrals secundàries contenen àries pròpies. La major part del tercer acte és diferent: es va afegir un duo de les dues rivals aspirants a esdevenir la esposa de Daniele. L'òpera acaba amb una ària final de Effy, en comptes del tutti final de la francesa. Es troba igualment al tercer acte un duo Tobia-Daniele, que ha estat afegit a l'obra segons la reducció per al piano pel compositor sicilià Francesco Chiaromontes (1809-1886), aparentment amb l'objectiu de respondre a les necessitats del públic italià.
L'obra va ser molt ben rebuda a la seva estrena. Es va representar moltes vegades al llarg de les següents dècades a teatres italians, incloent-hi a Roma l'any 1854, sota el títol Il liquorista di Preston. La censura va retallar algunes parts en les representacions posteriors a la primera guerra d'independència italiana, passatges considerats patriòtics, en particular al segon acte L'òpera va arribar al Gran Teatre del Liceu el maig de 1855, al Teatre St James de Londres a la tardor de 1857 i a Austràlia l'any 1874.

## Elenc de l'estrena
| Paper | Tessitura | Estrena 4 de febrer de 1847 (Dir.: Alamanno Biagi) |
| --- | --------- | -------------------------------------------------- |
| Daniele Robinson                                                                                                | baix      | Carlo Cambiaggio                                   |
| Effy | soprano   | Carmela Marziali                                   |
| Tobia | baríton   | Giovanni Belletti                                  |
| Sir Oliviero Jenkins                                                                                            | tenor     | Giuseppe Lucchesi                                  |
| Miss Anna | soprano   | Angiolina Carocci                                  |
| Lord Murgrave                                                                                                   | baix      | Giuseppe Romanelli                                 |
| Lovel | tenor     | Ettore Profili                                     |
| Bob | baix      | Giuseppe Romanelli                                 |
| Homes i dones de la cort, oficials de l'exèrcit, soldats, obrers de la cerveseria, amics i familiars de Daniele |           |                                                    |

## Argument
La història es desenvolupa a l'Anglaterra de 1745.

### Acte I
A la seva cerveseria a Preston, Daniele anuncia als treballadors que en aquest dia se celebrarà el seu casament amb la seva promesa Effy. Daniele demana a Bob que organitzi la festa.
Daniele espera l'arribada del seu germà Giorgio, a qui no ha vist des de dos anys enrere, per l'esdeveniment. Giorgio és un tinent de l'exèrcit. Ambdós són germans bessons absolutament idèntics.
Els preparatius de la cerimònia es veuen interromputs per l'arribada del sergent Tobia, que anuncia que Giorgio ha marxat del camp i ha estat acusat de deserció. Tobia, un amic de Giorgio, que una vegada va salvar la seva vida, intenta en va trobar-lo per convèncer-lo que torni, abans que sigui mort. Daniele decideix marxar amb Effy i Tobia per anar al campament del general Murgrave per demanar-li clemència pel seu germà.

### Acte II
Al campament, on s'està a punt de proclamar la sentència contra Giorgio, el capità Oliviero parla amb el general Murgrave. Oliviero explica que la seva germana Anna va ser seduïda per un oficial de Murgrave, que després va fugir sense casar-se amb ella. Anna està entristida, però encara s'estima al seductor. Oliviero li dona un retrat de l'home al general. Murgrave veu que es tracta de Giorgio.
Quan Daniele arriba al campament, és confós amb el seu germà. Això l'anima a fer-se passar pel seu germà en un intent de salvar-lo fingint la seva tornada abans de la publicació de la pena de mort. Daniele, espantat, accepta a contracor.
Daniele és confós amb el seu germà també per Anna i Oliviero. Aquest vol provocar-lo a un duel, mentre que Anna l'acull amb amor. Daniele tracta la jova amb dolçor, la qual cosa desperta la gelosia d'Effy. Anna creu que Effy és l'amant de Giorgio, motiu pel qual Giorgio hauria fugit.
Per posar-hi fi a aquesta cadena de malentesos, arriba l'anunci d'una batalla propera al campament. Daniele s'horroritza i rebutja de participar-hi, però Tobia, tement que l'engany sigui descobert, l'obliga a marxar a la batalla.

### Acte III
Daniele, gràcies en part al cavall de Giorgio, surt victoriós de la batalla i és festejat com un heroi al castell de Windsor. Murgrave escull Daniele, contra la voluntat d'aquest últim, per a la propera missió perillosa.
Effy i Tobia intenten convèncer a Murgrave que no enviï a Daniele, reclamant un acord familiar urgent. Fins i tot Anna i Oliviero intenten evitar que Daniele marxi, la primera per a casar-se amb ella, el segon encara amb ganes de si batre's o no amb ell a duel. Daniele ha d'intervenir entre Anna i Effy, que continuen les seves disputes. Per a complicar una mica més la situació, una ordre del rei dona el consentiment al matrimoni entre Anna i el suposat Giorgio, tot demanant que se celebri immediatament.
Afortunadament, Tobia porta bones notícies: Giorgio no havia desaparegut, sinó que havia estat capturat per l'enemic. Ara ha escapat i ha tornat. Giorgio arriba just a temps per a reemplaçar secretament al seu germà abans que les seves noces amb Anna se celebrin. Daniele, de nou vestit amb roba de civil, pot tornar al seu amor amb Effy.

## Estructura de l'òpera

### Primer acte
- Preludi
- Introducció i Cor - Amici, alla fabbrica
- Cavatina - Di monete ho un qualche sacco (Daniele)
- Recitatiu - O Bob, mi affido a te
- Canzonetta - La vecchia Magge (Effy)
- Escena i Duo - Questa viva somiglianza (Effy, Daniele)
- Final I

### Segon acte
- Escena i Cavatina - Anna si stempra in lagrime (Oliviero)
- Cor i Trio - Presto, presto, andiamo, andiamo (Daniele, Tobia, Effy)
- Canzone - Era Tom un dragone valente (Tobia)
- Recitatiu- Io ve l'ho detto
- Trio - In un momento (Daniele, Tobia, Effy)
- Recitatiu- Il consiglio di guerra è sciolto
- Recitatiu i Duo - Vieni, vieni: omai paventa! (Daniele, Oliviero)
- Final II
  - Escena - Cielo, che vidi
  - Cor - Corriamo all'armi
  - Concertant - Per secondar l'intrepido
  - Final II - È il cannone!... è il cannone

### Tercer acte
- Cor d'introducció i Recitatiu - Onore! onore! onor
- Duo - Va benone... sì signore (Daniele, Tobia)
- Recitatiu - Datemi, o valoroso
- Concertant - Fra tre ore partirete
- Recitatiu - Per la mia patria anch'io
- Recitatiu i Duo - La vedremo... la vedremo (Effy, Anna)
- Cor - Avete saputo la nuova ventura?
- Escena i Ària final - Deh! ch'ei non sia la vittima (Effy)